# Blue Rapids
Blue Rapids är en ort i Marshall County i Kansas. Vid 2020 års folkräkning hade Blue Rapids 928 invånare.